# FC Dinamo City
O Klub Sportiv Dinamo Tirana é um clube de futebol sediado na cidade de Tirana, na Albânia, fundado em 3 de março de 1950. 
Desde 2019, o clube manda seus jogos oficiais na recém-construída Arena Kombëtare, com capacidade máxima para 21 690 espectadores. Seus principais rivais são o Partizani e o Tirana.

## História
O clube surgiu como uma entidade esportiva diretamente ligada ao Ministério do Interior da Albânia. Em 1995 o clube foi rebatizado KF Olimpik Tirana, porém já em 1997, a direção do clube decidiu por rebatizá-lo novamente com sua designação original, que permanece até os dias atuais.

## Títulos
- Superliga Albanesa (18): 1950, 1951, 1952, 1953, 1955, 1956, 1960, 1966–67, 1972–73, 1974–75, 1975–76, 1976–77, 1979–80, 1985–86, 1989–90, 2001–02, 2007–08 e  2009–10

- Copa da Albânia (13): 1950, 1951, 1952, 1953, 1954, 1960, 1970–71, 1973–74, 1977–78, 1981–82, 1988–89, 1989–90 e 2002–03, 2024-25

- Supercopa da Albânia (2): 1989 e 2008

## Participação em competições europeias
| Temporada | Competição                          | Rodada | Clube                  | Casa | Fora | Agregado | Situação     |
| --------- | ----------------------------------- | ------ | ---------------------- | ---- | ---- | -------- | ------------ |
| 1971–72   | Taça dos Clubes Vencedores de Taças | 1R     | Austria Viena          | 1–1  | 0–1  | 1–2      | Eliminado    |
| 1980–81   | Taça dos Clubes Campeões Europeus   | 1R     | Ajax                   | 0–2  | 0–1  | 0–3      | Eliminado    |
| 1981–82   | Taça da UEFA                        | 1R     | Carl Zeiss Jena        | 1–0  | 0–3  | 1–3      | Eliminado    |
| 1982–83   | Taça dos Clubes Vencedores de Taças | 1R     | Aberdeen               | 0–0  | 0–1  | 0–1      | Eliminado    |
| 1985–86   | Taça da UEFA                        | 1R     | Ħamrun Spartans        | 1–0  | 0–0  | 1–0      | Classificado |
| 1985–86   | Taça da UEFA                        | 2R     | Sporting               | 0–0  | 0–1  | 0–1      | Eliminado    |
| 1986–87   | Taça dos Clubes Campeões Europeus   | 1R     | Beşiktaş               | 1–0  | 0–2  | 1–2      | Eliminado    |
| 1989–90   | Taça dos Clubes Vencedores de Taças | QR     | Chernomorets           | 4–0  | 1–3  | 5–3      | Classificado |
| 1989–90   | Taça dos Clubes Vencedores de Taças | 1R     | Dinamo Bucureşti       | 1–0  | 0–2  | 1–3      | Eliminado    |
| 1990–91   | Taça dos Clubes Campeões Europeus   | 1R     | Olympique de Marseille | 0–0  | 1–4  | 1–4      | Eliminado    |
| 2001–02   | Taça da UEFA                        | 1QR    | Dinamo Bucureşti       | 1–3  | 0–1  | 1–4      | Eliminado    |
| 2002–03   | Liga dos Campeões da UEFA           | 1QR    | Kaunas                 | 0–0  | 3–2  | 3–2      | Classificado |
| 2002–03   | Liga dos Campeões da UEFA           | 2QR    | Brøndby                | 0–4  | 0–1  | 0–5      | Eliminado    |
| 2003–04   | Taça da UEFA                        | 1QR    | Lokeren                | 0–4  | 1–3  | 1–7      | Eliminado    |
| 2004–05   | Taça da UEFA                        | 1QR    | Oţelul Galaţi          | 2–4  | 0–4  | 2–8      | Eliminado    |
| 2005      | Copa Intertoto da UEFA              | 1R     | Varaždin               | 2–1  | 1–4  | 3–5      | Eliminado    |
| 2006–07   | Taça da UEFA                        | 1QR    | CSKA Sofia             | 0–1  | 2–4  | 2–5      | Eliminado    |
| 2008–09   | Liga dos Campeões da UEFA           | 1QR    | Modriča                | 0–2  | 1–2  | 1–4      | Eliminado    |
| 2009–10   | Liga Europa da UEFA                 | 1QR    | Lahti                  | 2–0  | 1–4  | 3–4      | Eliminado    |
| 2010–11   | Liga dos Campeões da UEFA           | 2QR    | Sheriff                | 1–0  | 1–3  | 2–3      | Eliminado    |

## Voleibol
No naipe feminino obteve o quarto lugar na Liga dos Campeões da Europa de 1979-80 em Zlín, mesmo resultado obtido pelo elenco masculino na edição da Liga dos Campeões da Europa de 1971-72 em Bruxelas.